# Bimia maculicornis
Bimia maculicornis là một loài bọ cánh cứng trong họ Cerambycidae.